# ゲホウグモ属
ゲホウグモ属 Poltys C. L. Koch, 1843 はコガネグモ科のクモの1群。腹部が特異な形をしており、止まっていると木の瘤などに見える。

## 特徴
特異な形を持つコガネグモ科のクモ類。頭部は球状になっており、胸部とは深く刻まれた頸溝によって区別される。中眼域(前中眼と後中眼、合わせて4個の眼の並ぶ範囲)はそこから更に突き出した部分の先端にある。前側眼は前中眼と近い位置にあるが、後側眼は後方に離れた位置にある。背甲は、その中央部には毛が多いがそれ以外の部分には毛がなくて光沢があり、歩脚も腿節の胴体に向いた面が無毛で光沢がある。歩脚は前脚が長くなっている。腹部は前方に大きく膨らんでおり、背甲の後部を覆う形になっている。また腹部の前の縁に小さな突起が複数あったり、1本の大きな突起があったりと特異な形になっている。ただし腹部の形には変異が大きく、この群の分類上の問題にもなっている。なお、雌雄の大きさの差は大きく、雄は雌より遙かに小さい。雌は中型から大型のクモである。
上記のように腹部が前に突き出し、胸部と歩脚の基部側が光沢がある姿はそれだけでも奇妙だが、生きているクモが歩脚を体にぴったり寄せると光沢のある部分は互いに重なり合って見えなくなり、全体に毛の多く、しかも中央が突き出したような形となり、クモとは見えにくい。これは木の枝の折れた根元や木の瘤に似せた擬態の意味があると考えられる。

## 習性など
知られている範囲では夜行性の造網性のクモである。夜間に目の細かい円網を張り、餌となるのは主としてガである。雄は成体になると網を張らない。昼間は樹木の上などに上記のように体に歩脚を寄せ合わせた形で静止しており、この時に突き出した頭部の眼は脚の間から露出する。

## 分布と種
世界では旧北区、エチオピア区、東洋区、オーストラリア区に渡って44種が知られる。日本には以下の4種が記録されている。なお、本属のタイプ種はゲホウグモである。それ以外の種についてはコガネグモ科の属種N-Zを参照されたい。
- Poltys ゲホウグモ属
  - P. columnaris ツツゲホウグモ
  - P. illepidus ゲホウグモ
  - P. pannuceus ボロゲホウグモ
  - P. saosasus サオサシゲホウグモ

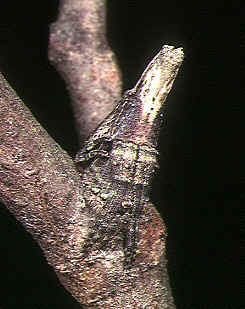
ツツゲホウグモ・樹枝上に静止している様子
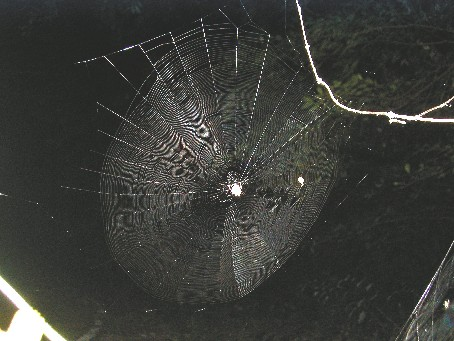
同・網を張っている様子
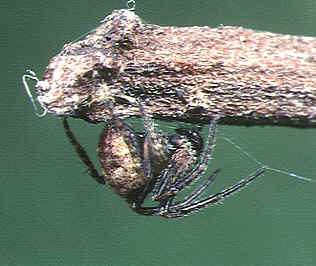
同・雄成体